# IC 4367
IC 4367 — спиральная галактика типа SBc в созвездии Центавр. Поверхностная яркость — 13,3 mag/arcmin². Этот объект входит в число перечисленных в оригинальной редакции «Нового общего каталога».
В галактике вспыхнула сверхновая SN 2005bq типа Ic, её пиковая видимая звездная величина составила 18,3.